# Redunca arundinum
El redunca meridional (Redunca arundinum) es una especie de antílope propio del África austral. Su área de distribución comprende desde Sudáfrica hasta Angola y Zambia.